# Komki-Ipala (département)
Pour l’article homonyme, voir Ipala.
Cet article concerne le département et la commune rurale. Pour le village chef-lieu, voir Komki-Ipala.
Komki-Ipala est un département et une commune rurale de la province du Kadiogo, situé dans la région du Centre au Burkina Faso.

## Géographie

### Démographie
- En 1996, le département comptait 19 144 habitants recensés[2].
- En 2003, le département comptait 20 748 habitants estimés[3].
- En 2006, le département comptait 20 562 habitants recensés[4].
- En 2019, le département comptait 22 556 habitants recensés[1].

## Administration

### Mairie
| Période                                  | Période  | Identité | Étiquette | Qualité |
| ---------------------------------------- | -------- | -------- | --------- | ------- |
|                                          | en cours |          |           |         |
| Les données manquantes sont à compléter. |          |          |           |         |

### Villages
Le département et la commune rurale de Komki-Ipala est administrativement composé de 17 villages, dont son village chef-lieu homonyme (données de population consolidées en 2012, issues du recensement général de 2006) :
- Baragho (1 772 habitants)
- Komki-Ipala (2 500 habitants), chef-lieu
- Komki-Peulh (516 habitants)
- Kossodo (254 habitants)
- Lao (737 habitants)
- Lao-Peulh (157 habitants)
- Lemnogo (1 822 habitants)
- Lougbissé (400 habitants)
- Nabelin (1 009 habitants)
- Sogué (537 habitants)
- Tampoussoumdi (598 habitants)
- Tintilou (4 510 habitants)
- Toézouri (360 habitants)
- Viou (742 habitants)
- Vipalogho (1 628 habitants)
- Wogzougou (1 063 habitants)
- Yaoghin (1 957 habitants)